# عنوان مؤقت (فلم)
عنوان مؤقت فيلم دراما مغربي من إخراج مصطفى الدرقاوي سنة 1984، وبطولة كل من العربي باطما، فريد بلكاهية، عمر الشرايبي، ثريا جبران، محمد التسولي، عزيز سعد الله، مولاي إدريس الكتاني، عمر السيد، وآخرين.
ينتمي الفيلم إلى ما يصطلح على تسميته بسينما المؤلف، حيث عبّر مؤلفه ومخرجه مصطفى الدرقاوي من خلال لقطاته ومشاهده عن تصوراته ومعاناته وتطلعاته الإبداعية، عبر يوميات تصويره لأحد أفلامه السينمائية، فالفيلم عبارة عن سينما داخل السينما، يتحدث عن طريقة اشتغال المخرج وفريقيه الفني والتقني.

## روابط خارجية
- مقالات تستعمل روابط فنية بلا صلة مع ويكي بيانات